# Вацлавська площа
Ва́цлавська пло́ща (чеськ. Václavské náměstíⓘ, площа святого Вацлава; розмовна вживана назва Вацлавак/чеськ. Václavák) — один із найвідоміших і найбільших міських майданів у світі, головний центр Нового Міста в Празі.
Вацлавська площа — місце багатьох історичних подій, традиційний майданчик для проведення демонстрацій, зборів та іншого виявлення громадянської позиції пражан і чехів, святкувань і народних гулянь тощо. Це торговельний і бізнесовий центр Праги (і Чехії), де розташовані офіси міжнародних компаній (наприклад, Škoda Holding), великі готелі, численні крамниці, ресторани та кав'ярні.
Площа названа на честь Святого Вацлава, князя Чеського, небесного заступника країни.
Раніше майдан називався Кінський торг (чеськ. Koňský trh), оскільки за Середньовіччя там проводились кінські ярмарки. Площа була перейменована на Вацлавську (Святовацлавську) у 1848 році (рік «Весни народів»).

## Загальний опис
Вацлавська площа за своїм виглядом радше є широким бульваром: це сильно видовжений чотирикутник завдовжки 750 м, завширшки 63 м у верхній і 48 м у нижній частині, із загальною площею 45 тисяч м², що йде вгору з північного заходу на південний схід, на ньому розатшовано близько семи десятків будівель. Майдан зазвичай порівнюють з паризькими Єлисейськими полями. Архітектурний ансамбль площі склався у XIX—XX століттях. Характерною особливістю будівель Вацлавака є те, що практично всі вони мають «пасажі» (прохідні подвір'я), що поєднують їх з іншими вулицями (іноді відразу декількома).

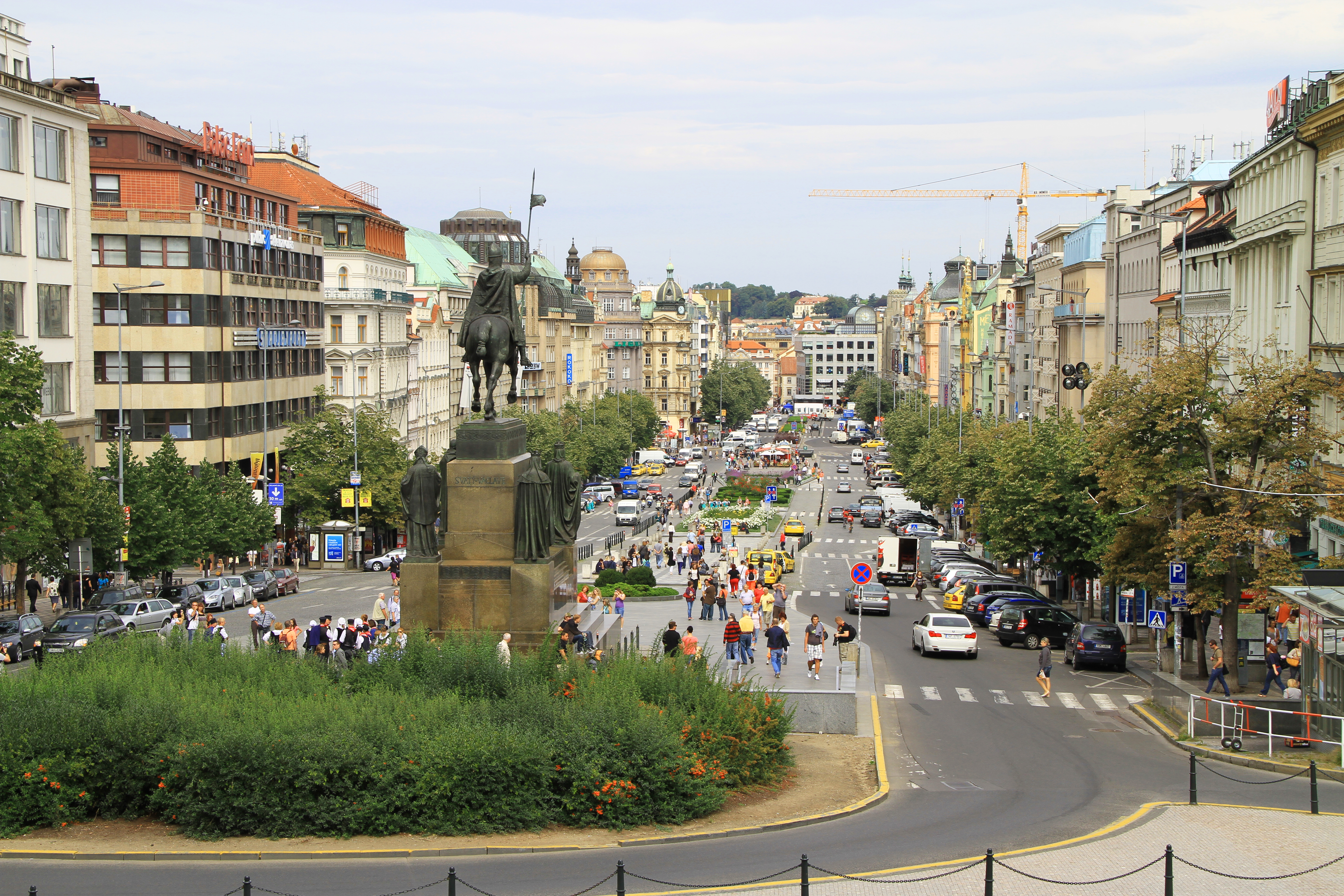
Вацлавська площа, вид від Національного музею, буд. 68

Північно-західним окраєм площа межує зі Старим Містом розташованими перпендикулярно їй вулицями На Пршикопі (вже сама назва означає «на рову», що власне був ровом, який відокремлював за Середньовіччя старе місто від нового) і 28 Ржийна («28 Жовтня»). Ріг майдану та цих вулиць знаний як «Мустек» (тобто «місток» над цим ровом). У східному напрямку від площі відходять вулиці Їндржишка та Оплеталова, у західному — Водічкова, Штепаньска, Ве Смечках та Краківська.
На південно-східному окраї майдану розташоване велична неоренесансна будівля Національного музею (архітектор Йозеф Шульц, 1885—90). У будівлі на Вацлавській площі розміщені Пантеон — зібрання погрудь великих осіб Чехії (пануючий над будовою купол власне є куполом Пантеону), колекції головної частини музейного комплексу — Музею натурознавства та історії, а також бібліотека, що нараховує 1,3 мільйонів томів та 8 тисяч рукописів. Від Музею розходяться Вільсонова та Мезибранська вулиці. На зовнішніх парадних сходах головного входу розташовані скульптурні алегорії, що усособлюють Чехію, її річки та гори Крконоше.
Перед Національним музеєм встановлена кінна статуя св. Вацлава авторства Йосефа Вацлава Мисльбека, робота над якою розпочалася 1887 року, а зведено її було 1912 року, сучасний же вигляд скульптурний комплекс прибрав у 1924 році. Навколо основи пам'ятника стоять інші чеські святі: Свята Людмила, Свята Агнеса Чеська (Анежка), Святий Прокопій та Адальберт Празький (статуя Адальберта-Войтеха додана останньою в 1924 році). Напис на постаменті (його архітектором є митець-модерніст Алоїс Дріак, автор і/або співавтор проєктів декількох будівель на Вацлавській площі) сповіщає: Svatý Václave, vévodo české země, kníže náš, nedej zahynouti nám ni budoucím («Святий Вацлав, володар землі Чеської, княже наш, не дай загинути нам, ані нащадкам»). Статуя є популярним місцем зустрічей пражан і гостей міста.
Національний музей і пам'ятник святому Вацлаву належать до найвпізнаваніших символів Праги.

## Історія

### Кінський ринок

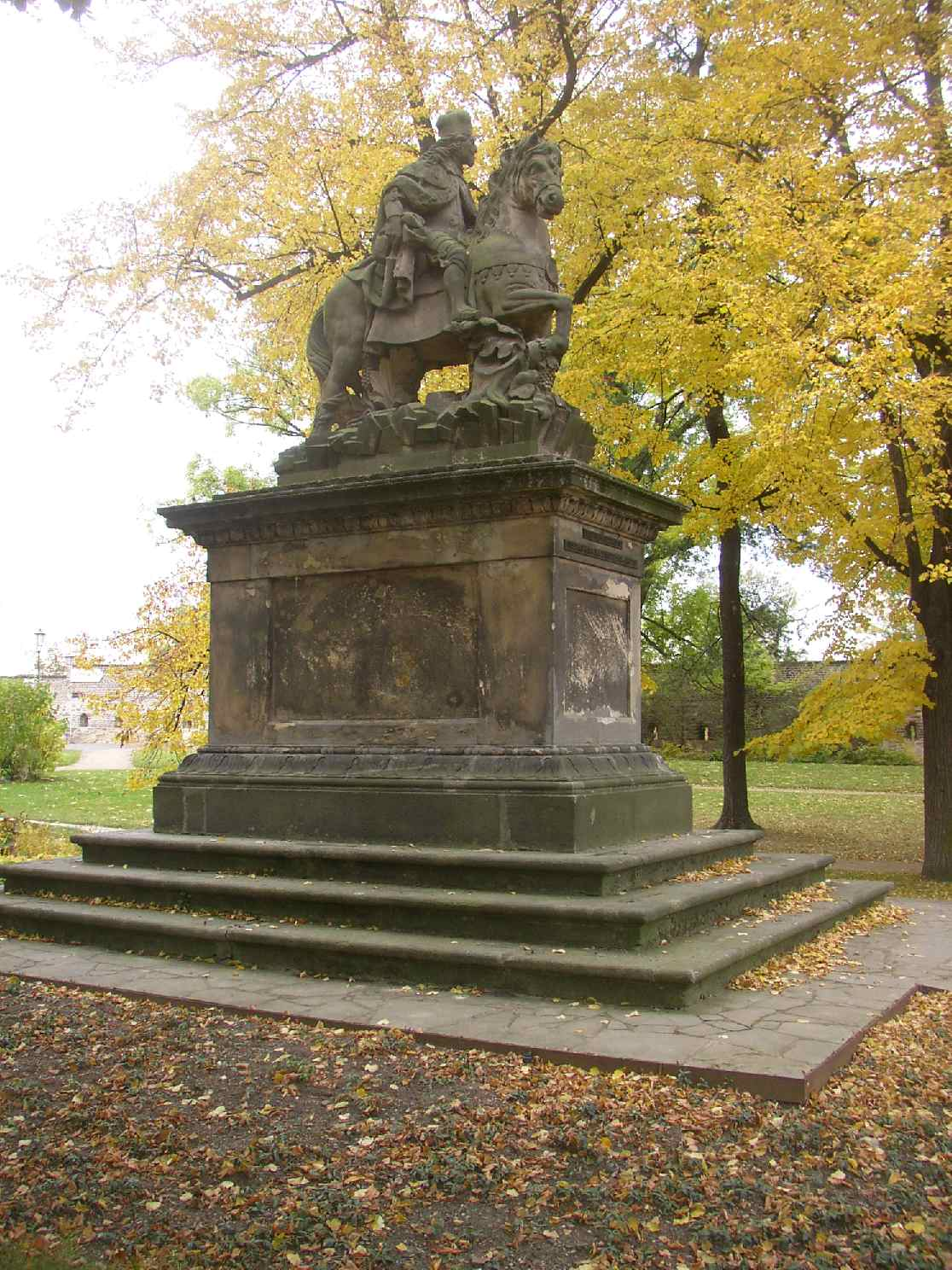
Двісті років площу прикрашав інший князь Вацлав — роботи скульптора XVII ст. Яна Їржі Бендля. Нині ця статуя — у садах Вишеграда

Нове Місто було засноване в 1348 році королем та імператором Карлом IV. За першопочатковим планом, у Новому Місті було декілька відкритих ділянок — ринків, зокрема, Кінський ринок (чеськ. Koňský trh, нім. Rossmarkt), а кріме того, — Скотний ринок (сучасна Карлова площа) та Сінной ринок. Ширину Кінського ринку визначив сам імператор. Через браму св. Галла (виявлену у XX столітті під час розкопок) ринок поєднувався з дотепер діючим у Старому Місті Галльським ринком «на Містку», там також був ставок із млином, а вздовж майдану були влаштовані три фонтани. На іншому окраї Кінського ринку, на місці сучасного Музею, розташовувалась Кінська брама, одна з брам знесених 1875 року новомєстівських фортечних мурів. Поруч із брамою було невелике джерело, де напували та мили коней. Спершу на майдані також містились крамнички, що торгували солодом і пивом, а також будинки дрібних ремісників. У пізнішу добу на ринку торгували також зерном, тканинами, зброєю. Ринок був закритий у 1877 році, але навіть наприкінці XIX століття у Вацлавака, що прибрав благороднішого вигляду, зберігалась репутація місця, де «гандлюють усім, що трапиться під руку». На торговельній площі за Середньовіччя відбувались, крім іншого, публічні страти, — на обох кінцях Кінського торгу лаштували шибениці.
У 1680 році на площі, на розі з теперішньою Їндржишською (Генріховою) вулицею звели статую святого Вацлава, створену 1678 року майстром Бендлем у стилі раннього бароко; у 1879 році цей монумент було перенесено до Вишеграда. А на розі із сучасною Оплеталовою вулицею від 1727 року стояла статуя Яна Непомуцького з янголами, що її також зняли, в 1879 році. 1786 року біля одного з фонтанов чеські патріоти відкрили перший театр (просто неба), що грав вистави чеською мовою, що звався «Буда» («будка»), але за три роки (1789) його закрили на підставі того, що начебто, він перешкоджав рухові. Наприкінці XVIII століття Торг забрукували, і, таким чином, на початок XIX століття майдан був повністю розчищений.

### Площа Нового часу

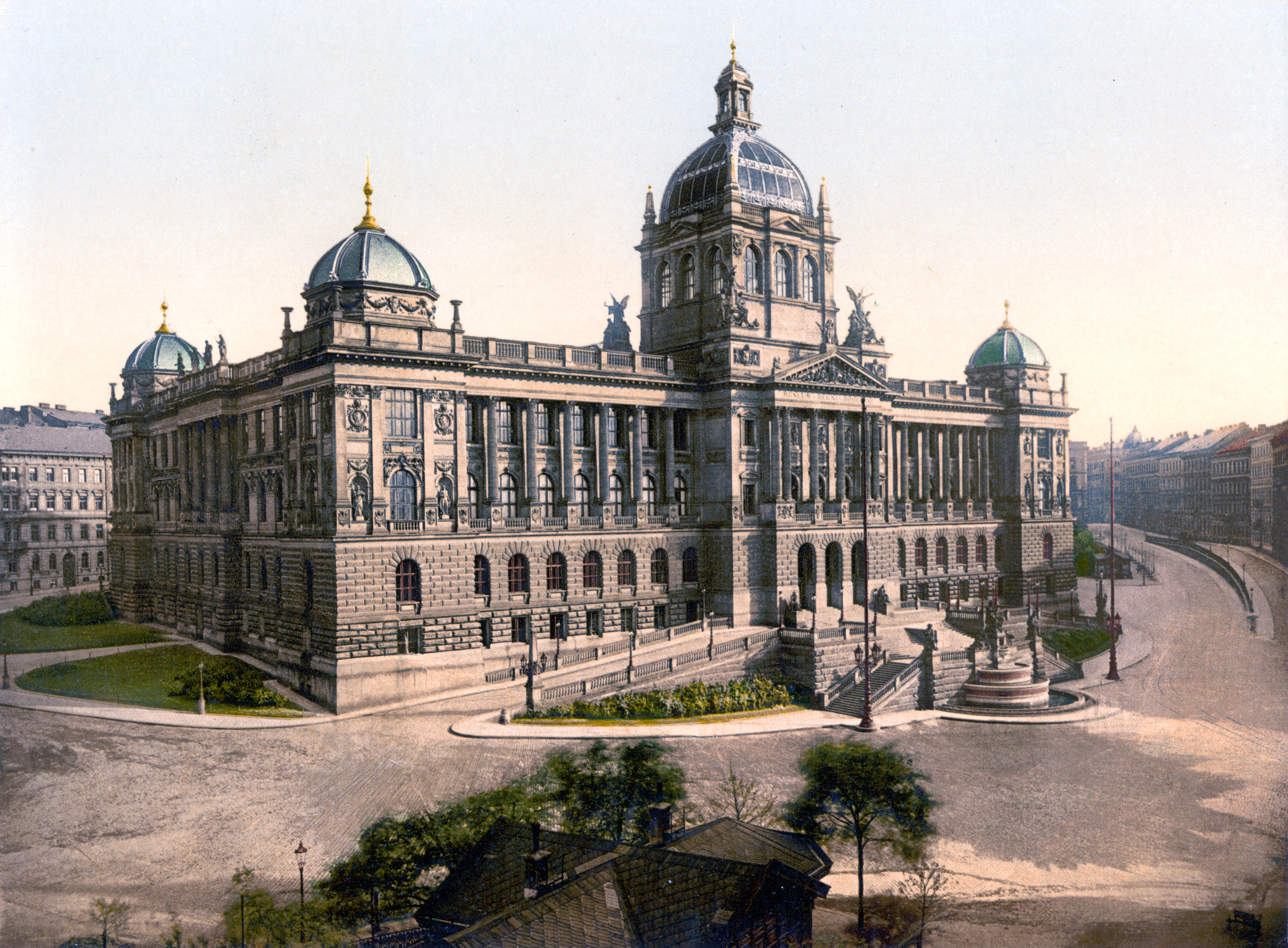
Національний музей, бл. 1900 року

На хвилі Чеського національного відродження в XIX столітті майдан перейменували на честь святого заступника Чехії статуя якого давно вже стала місцем масових зборів пражан, — перейменування запропонував патріот Карел Гавлічек-Боровський. Того ж року (1848) на майдані біля пам'ятника відбулася відправа у П'ятидесятницю з нагоди Слов'янського з'їзду, що стала початком Святодухівського повстання та Революції в Чехії 1848—1849.

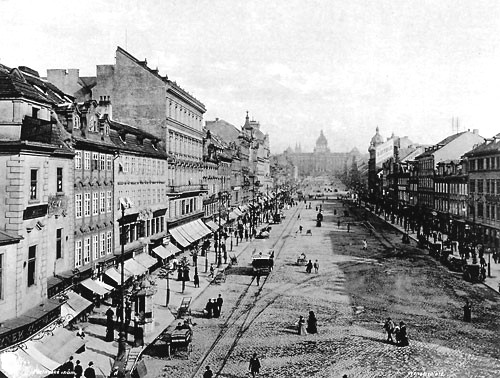
Площа наприкінці XIX століття.

У 1865 році на площі з'явилось гасове освітлення, а в її осереді встановили масивні гасові ліхтарі — так завані «канделябри Нікласа» (архітектор Алеш Ліндбауер, скульптор Едуард Веселий), оздоблені каріатидами. 1884 року майданом запустили перший маршрут конк, що сполучав Мустек з Виноградами й Нуслями.
Від 10 квітня 1895 року на Вацлаваку — електричне освітлення, а 1900 року було введено в експлуатацію електричний трамвай, водночас з тим центральну частину площі було вивільнено, здійснено заміну канделябрів Нікласа на нові стовпи з напівкруглими світильниками. А в середині 1890-х годов празьким садівником Франтишеком Томайєром на майдані було висаджено у два ряди липи (на місці раніше загиблих платанів, посаджених у 1876 році в шість рядів; частину ж дерев, що збереглися, пересадили на край тротуару). Відтак, за якийсь час площа дістала сучасний вигляд бульвару, і, наприклад, у теперішній час (2000-ні) на площі близько 150 дерев.
Наприкінці XIX — на початку XX століття розгорнулось масштабне будівництво на майдані, причому були задіяні такі стилі, як модерн та її різновид празька сецесія, а також так званий «чеський кубізм». Чимало з новобудов майдану дістали назву «палаців» (чеськ. palác). Однак, у вирі цих реконструкцій майже цілком знищили ренесансні та класицистські будівлі (до тепер вціліло лише декілька будинків кінця XVIII — першої половини XIX ст. ст.).
Зведенням величної триповерхової будівлі Національного музею, яке було здійснене у 1885—90 роках замість знесеної Кінської брами, завершилось просторове оформлення майдану. Відтоді розкішна неоренесансна споруда заввишки понад 70 метрів з фасадом завдовжки близько 100 метрів і великим куполом є домінантою Вацлавської площі.

### Драматичні події XX століття
У 1905 році на Вацлавській площі відбувалась значна демонстрація з вимогами розширення загальних прав. А 1914 року майдан став місцем зборів і прощань із чеськими полками, що вирушали на участь у І Світовій війні.

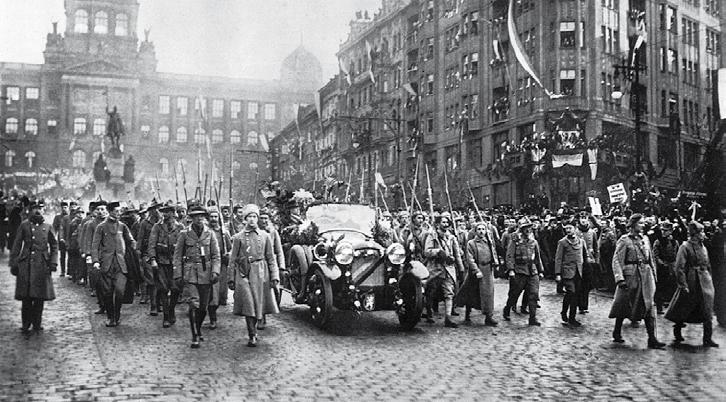
Легіонери Масарика на площі, грудень 1918

28 жовтня 1918 року перед новою статуєю Святого Вацлава письменник Алоїс Їрасек прочитав прокламацію незалежності Чехословаччини від Австро-Угорщини. Вже у наш час 55 % учасників опитування на вебсторінці, присвяченій майдану, проголосували за те, що ця подія є найзнаменнішою в її історії.
Вацлавська площа пережила бурхливий розвиток у 1920-ті роки (особливо після об'єднання Праги з передмістями у 600-тисячну Велику Прагу 1922 року), на ній з'явились численні банківські контори, магазини, готелі, ресторани, постійно тривало будівництво і реконструкції, в яких провідну роль грали вже модні конструктивізм та функціоналізм. Так, у 1927 році на площі виник середній ряд (для трамваїв) і місця для паркувань автотранспорту. Саме тоді і склався остаточно теперішній громадський і торговельний центр міста так званий «Золотий хрест» (чеськ. Zlatý kříž) — Вацлавська площа і дотичні до неї з півночі вулиці 28 Жовтня та На Пршикопі, якій судилося стати головною «банківською» вулицею Праги.
За німецької окупації (1939—45) площу використовували для масових демонстрацій; після вбивства Гейдриха тут у 1942 році було влаштовано масову присягу на вірність Рейхові. Під час антифашистського Празького повстання (1945) було зруйновано декілька будинків на площі. Після перемоги на майдані було проголошено закінчення війни, а також оголошено про націоналізацію важкої промисловості та банківського сектору.
До 16-ї години 25 лютого 1948 року, після Лютневого заколоту («Переможного лютого») та приходу до влади Комуністичної партії Чехословаччини, на Вацлавській площі Клемент Готвальд проголосив встановлення влади трудящих; напередодні на площі відбувся 70-тисячний мітинг комуністів. Надалі в соціалістичній Чехословаччині на площі влаштовувались урочисті мітинги.
У 1950-х роках на місці знесених будівель на майдані були зведені універмаги («Дім харчів» / Dům potravin, «Дім моди» / Dům módy) та інші споруди в «неокласичному» «великому стилі». У 1966—68 роках під майданом з'явився перший підземний перехід (автори Я. Страшил, Й. Колес та інші).

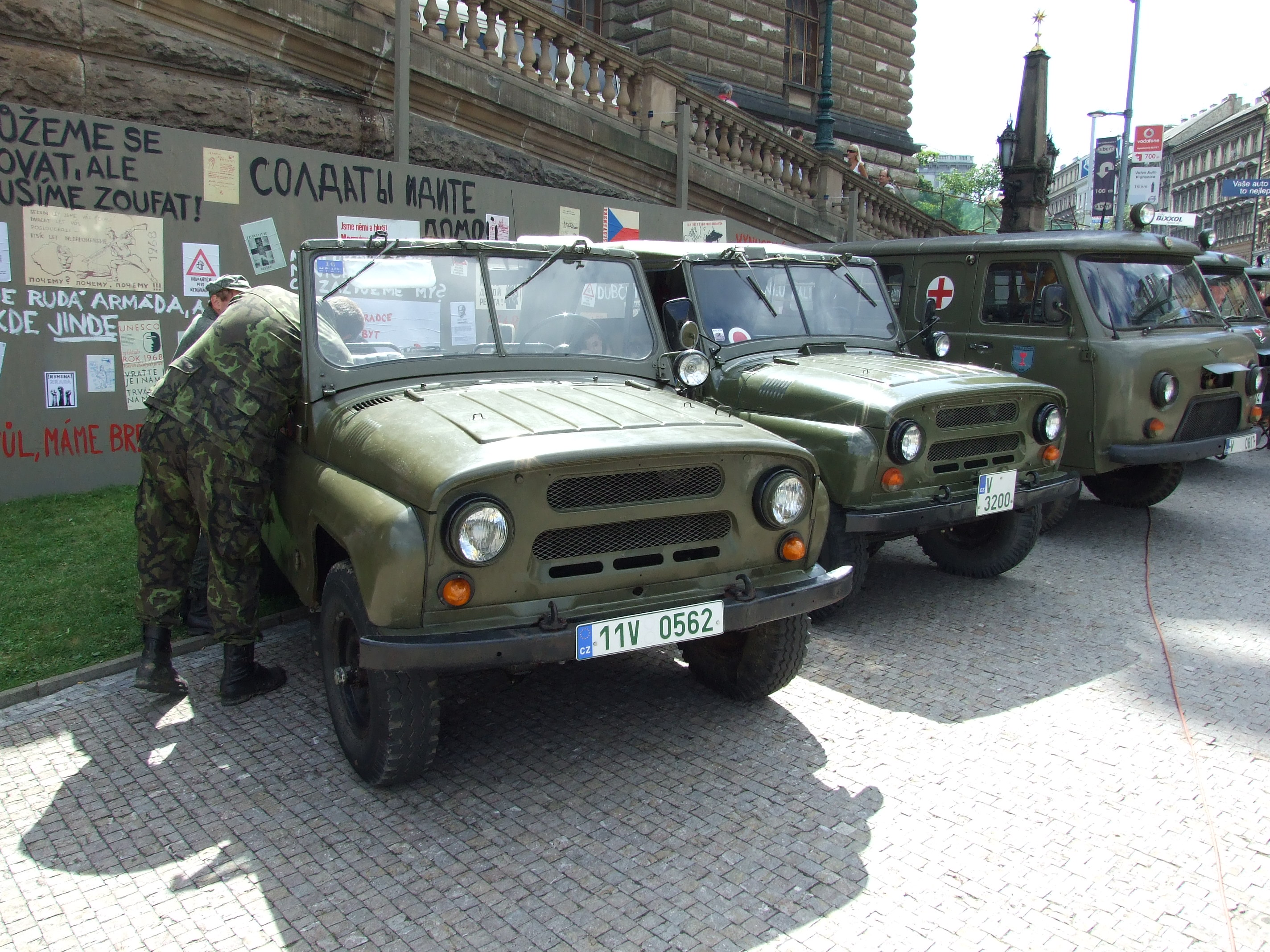
Частина експозиції «…І приїхали танки» на майдані, 2008

На площі відбулась низка подій, зокрема трагічних, Празької весни (1968). Так, у серпні нею пройшли радянські танки (операція «Дунай»). Під час введення військ країн Організації Варшавського договору і супроводжуваних їх збройних сутичок з противниками агресії проти незалежної Чехословаччини було ушкоджено будівлю Національного музею (ці ушкодження частково збереглися до нашого часу).
У 2008 році до 40-ліття подій перед музеєм було розгорнуто частину експозиції ювілейної виставки «…І приїхали танки», з виставленням справжнього тодішнього танку, численних тогочасних плакатів, гасел тощо.

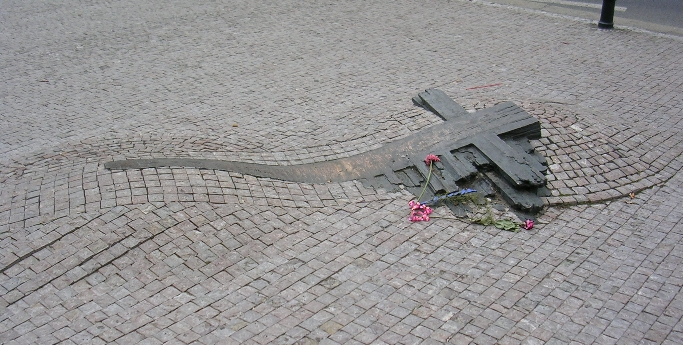
Пам'ятний знак на честь Палаха та Заїця на місці самоспалення Палаха

16 січня 1969 року сталась одна з найтрагічніших подій, пов'язаних із придушенням Празької весни, — перед будівлею Музею здійснив самоспалення студент Карлового університету Ян Палах, що у такий спосіб висловив свій протест проти введення радянських військ у Чехословаччину. 25 лютого того ж року в пасажі будинку № 39 на Вацлавській площі таким же чином покінчив з життям інший студент — Ян Заїць. Через 34 роки, 2003 року, неподалік від місця самогубств Палаха та Заїця здійснив самоспалення старшокласник, що незадолго до смерті залишив прощального листа в Інтернеті.
28 березня 1969 року на Вацлавській площі відбулися масові заворушення після перемоги збірної Чехословаччини з хокею над збірною СРСР — тоді на площі зібралось 150 тисяч осіб. Демонстрація супроводжувалась нападом на офіс представництва «Аерофлоту» (існує також версія, що це була спланована провокація спецслужб), що було використано СРСР як привід для ультиматуму про повну зміну партійного та державного керівництва ЧССР. У подальншому на Вацлавській площі відмічались й інші тріумфи чеських хокеїстів (наприклад, перемога на Олімпіаді в Нагано 1998 року і знову-таки проти Збірної Росії).
Масові демонстрації, розігнані поліцією, відбувались на Вацлавській площі також 28 жовтня 1988 року з нагоди 70-ліття незалежності Чехословаччини, і в січні 1989 року — з нагоди відзначення 20-ліття дати самоспалення Палаха. У листопаді 1989 року під час Оксамитової революції на Вацлавську площу вийшло понад 200 тисяч осіб, у ті дні неодноразово на майдані виступав звільнений з тюремного ув'язнення Вацлав Гавел.

### Сучасність (1990–2000-ні)

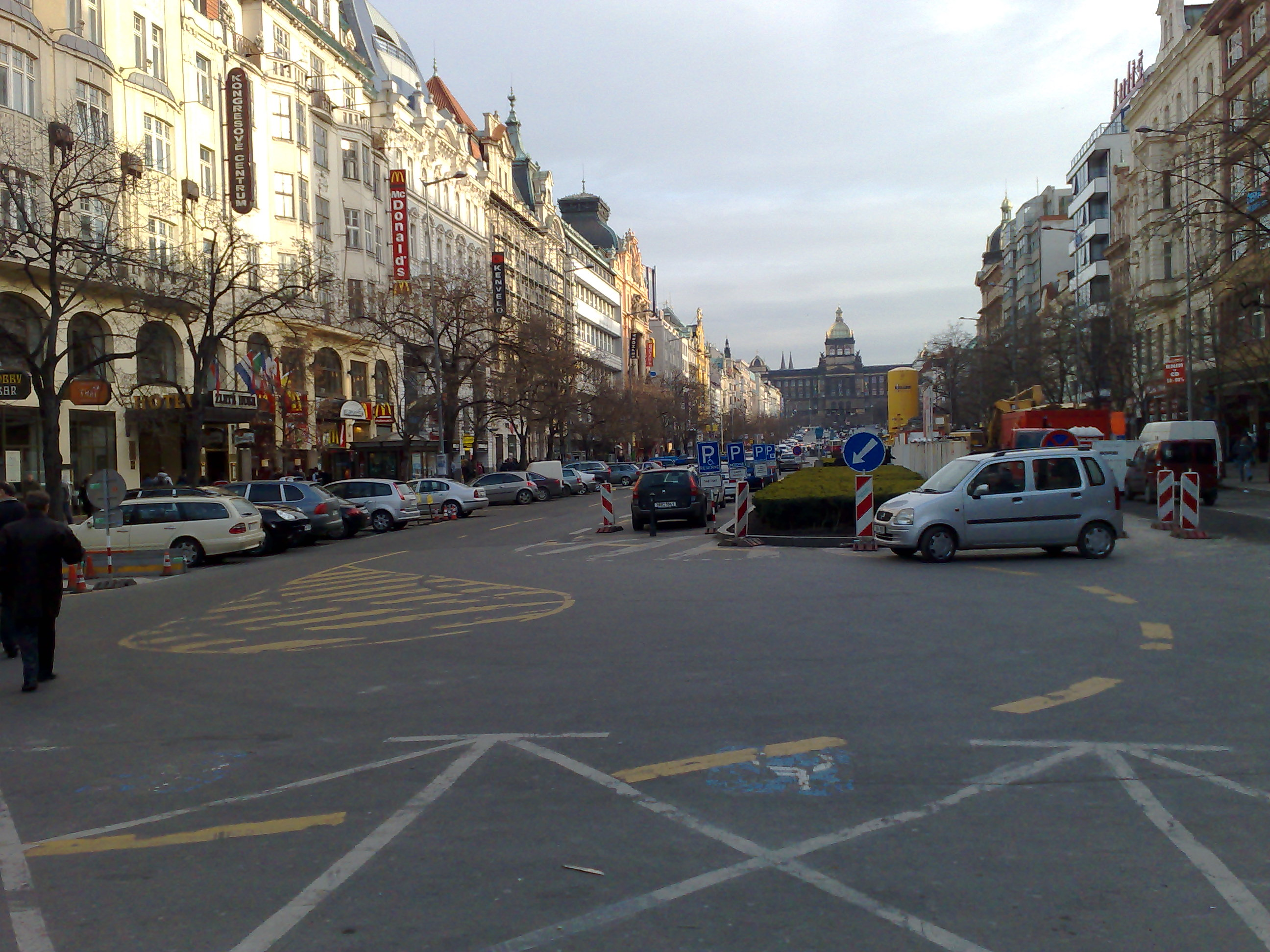
Сучасний (зима 2008) вигляд частини Вацлавської площі, на задньому тлі — Національний музей

У теперішній час (2000-ні) Вацлавська площа — це бізнесовий і торговельний осередок столиці Чехії — тут зосереджені готелі, офіси, численні роздрібні крамниці (включаючи найбільшу празьку книгарню «Луксор»), будинки моди, пункти обміну валют (за курсом нерідко завищеним ніж у решті місць у місті) й велика кількість закладів харчування — від люксосових дорогих ресторацій до демократичних фаст-фудів.
Фаст-фуди «по-празьки» являють собою вервечку пересувних яток, розташованих уздовж площі, що торгують здебільшого традиційними чеськими наїдками, насамперед, ковбасками. У 2000-х роках виникла ідея прибрати з майдану торговців невибагливою їжею, що однак зазнала невдачі. У охочих до «швидкої їжі» є альтернатива у вигляді «Макдоналдсу», розташованого в одній з будівель на площі, а також у інших мереживних закусочних та кав'ярнях. У центрі площі міститься кав'ярня «Червоний трамвай», оформлене у вигляді трамвайного вагону.

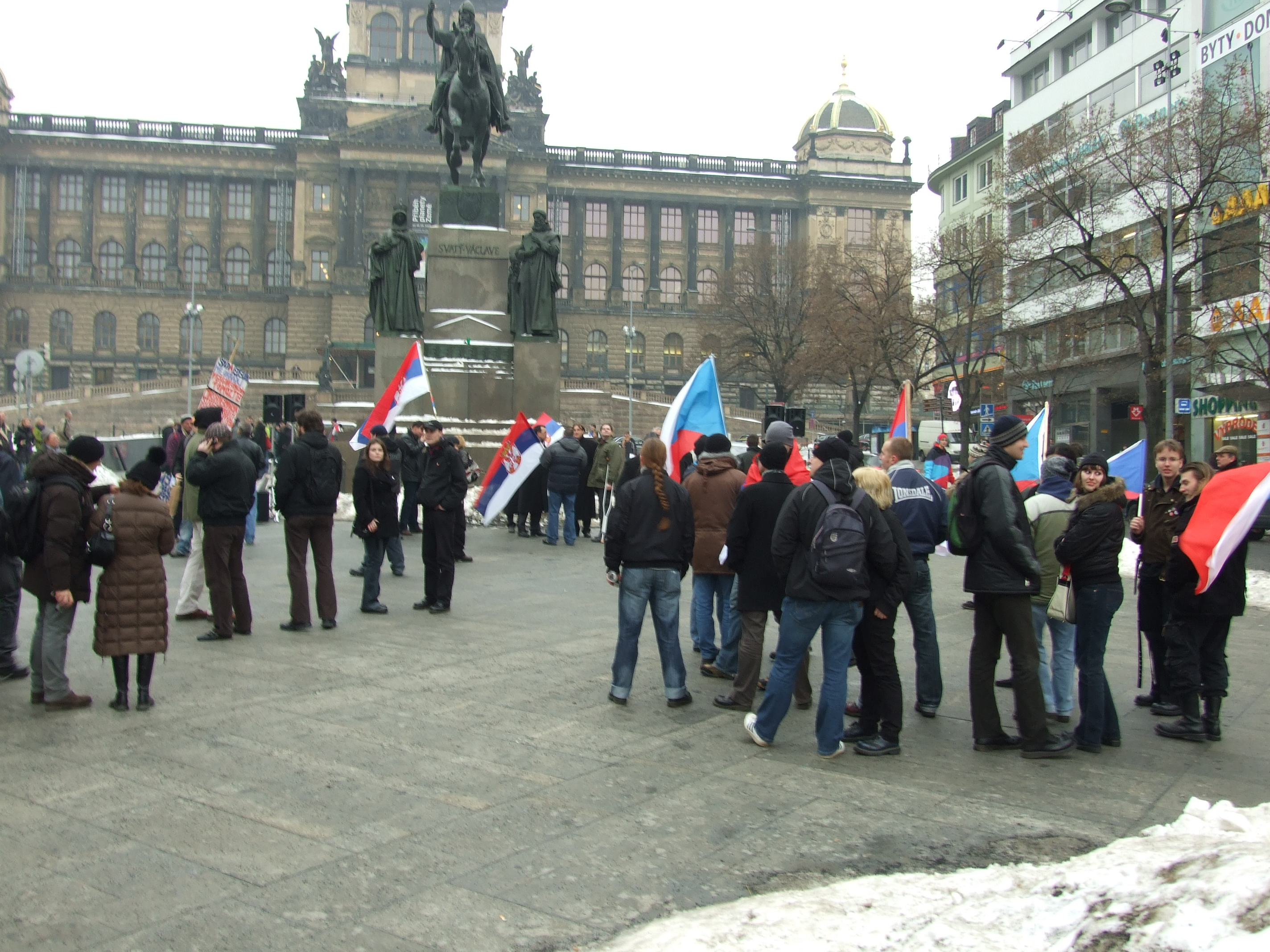
Мітинг на підтримку цілісності Сербії, 2010

Вартість земельних ділянок на Вацлавській площі є доволі високою.
Вацлавська площа, на відміну від решти Праги, не порожніє ні вдень, ні вночі — має активне «нічне життя»; однак, з настанням сутінок пожвавлюється й кримінальна діяльність (проституція, продаж наркотиків).
Як і раніше, майдан використовують для проведення масових зборів, мітингів, різноманітних акцій — найпопулярнішою, зокрема, є ділянка біля пам'ятника Вацлавові. Тут нерідко влаштовуються своєрідні рекламації чеських та іноземних фірм, скажімо акції операторів мобільного зв'язку, всі охочі мають можливість висловити свою громадянську позицію. Так, у листопаді 2004 року та кілька разів наприкінці 2013 — початку 2014 років українська громада Чехії та представники чеських недержавних організацій влаштовували тут демонстрації солідарності з Помаранчевою революцією та Революцією Гідності, які у той час відбувалися у Києві. 17 лютого 2010 року біля монумента Святому Вацлаву відбувся мітинг на підтримку братського сербського народу «Косово — це Сербія» (чеськ. Kosovo je Srbsko) з нагоди 2-ї річниці проголошення незалежності Косова.
Вацлавська площа є популярним місцем серед туристів, а кадр її виду (видів) є обов'язковим після відвідання «Златої Праги».

## Головні будівлі

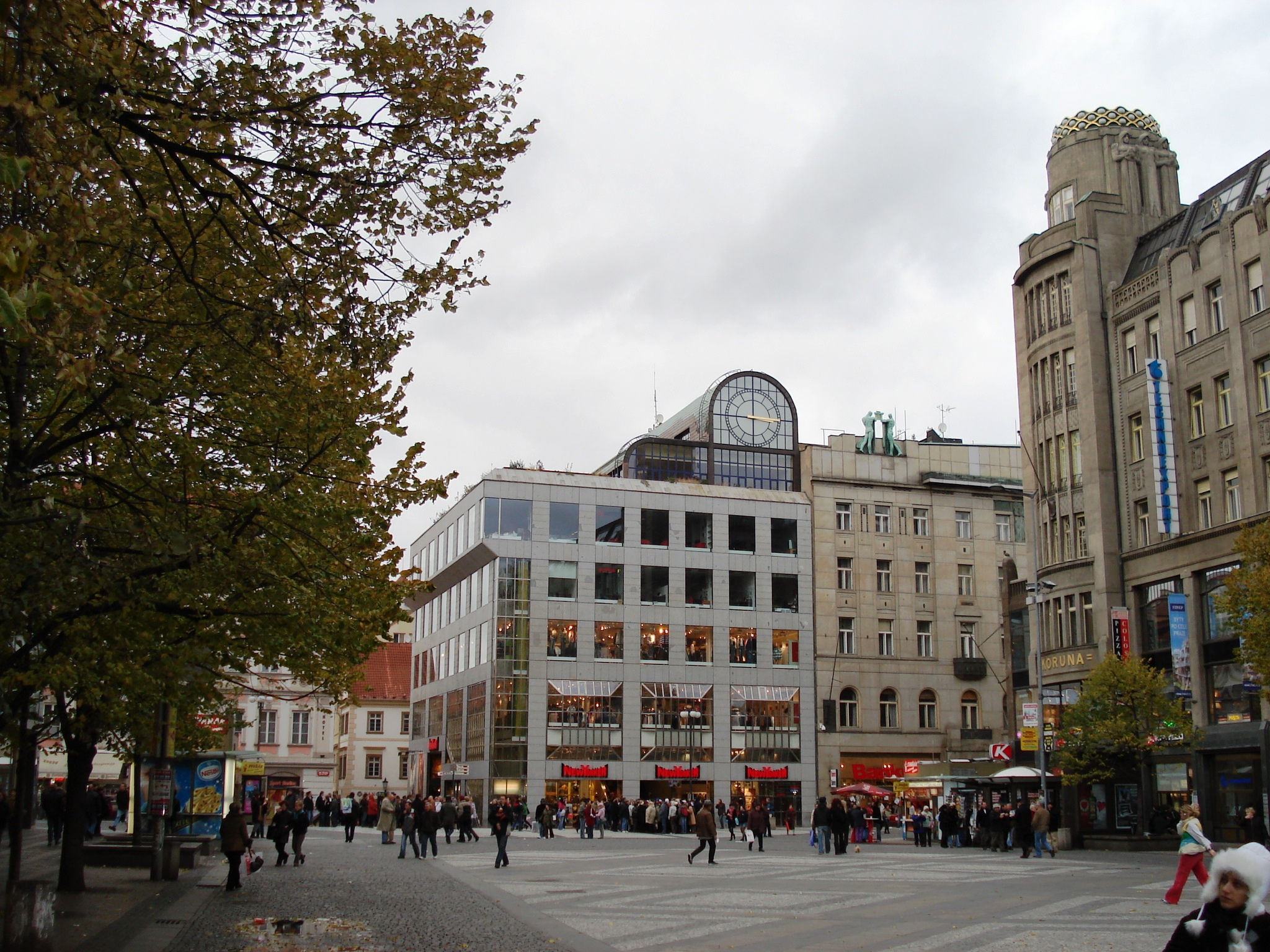
Початок площі. На задньому тлі праворуч — палац «Коруна» на Мустеку

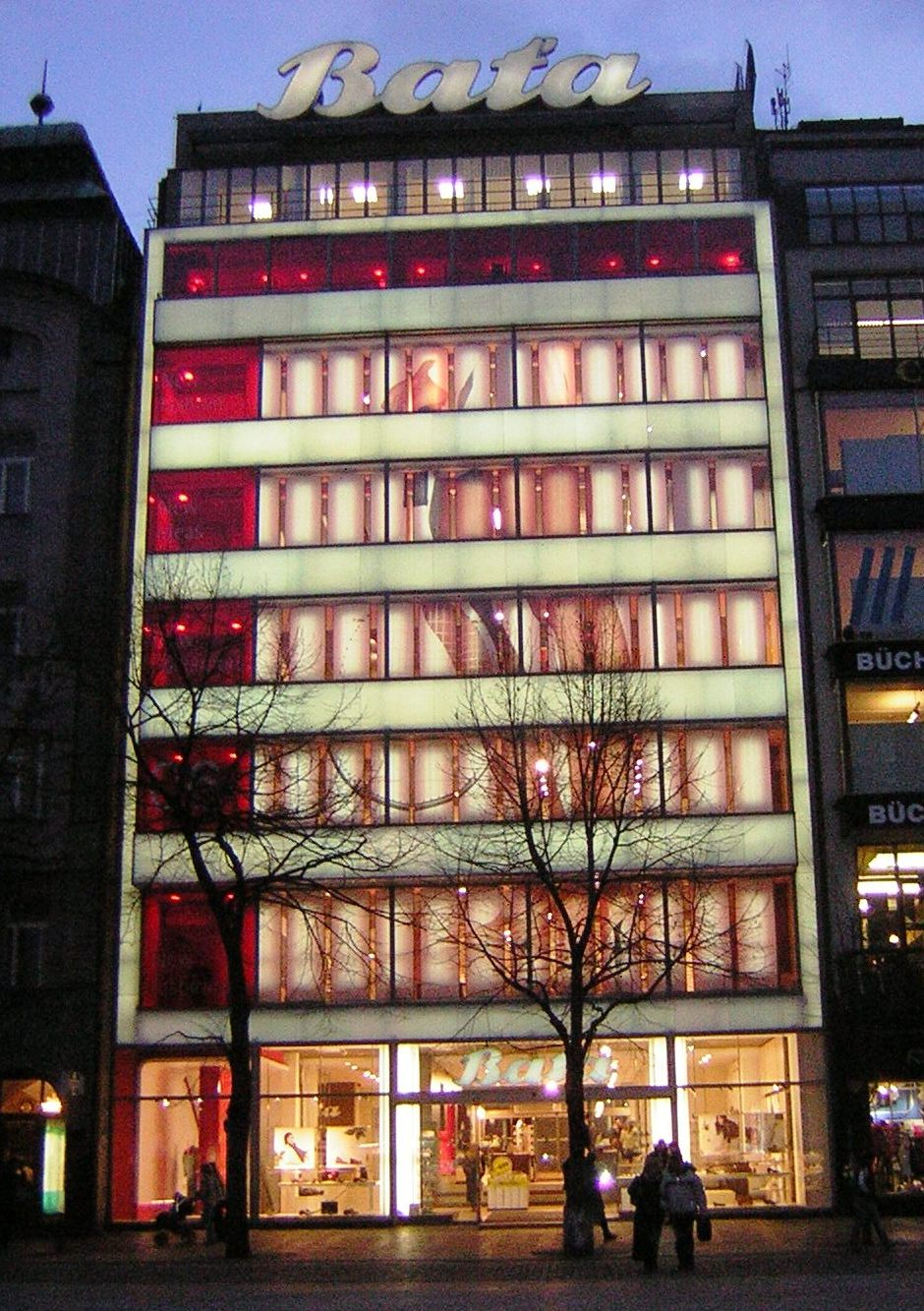
Взуттєвий магазин «Батя», буд. 6

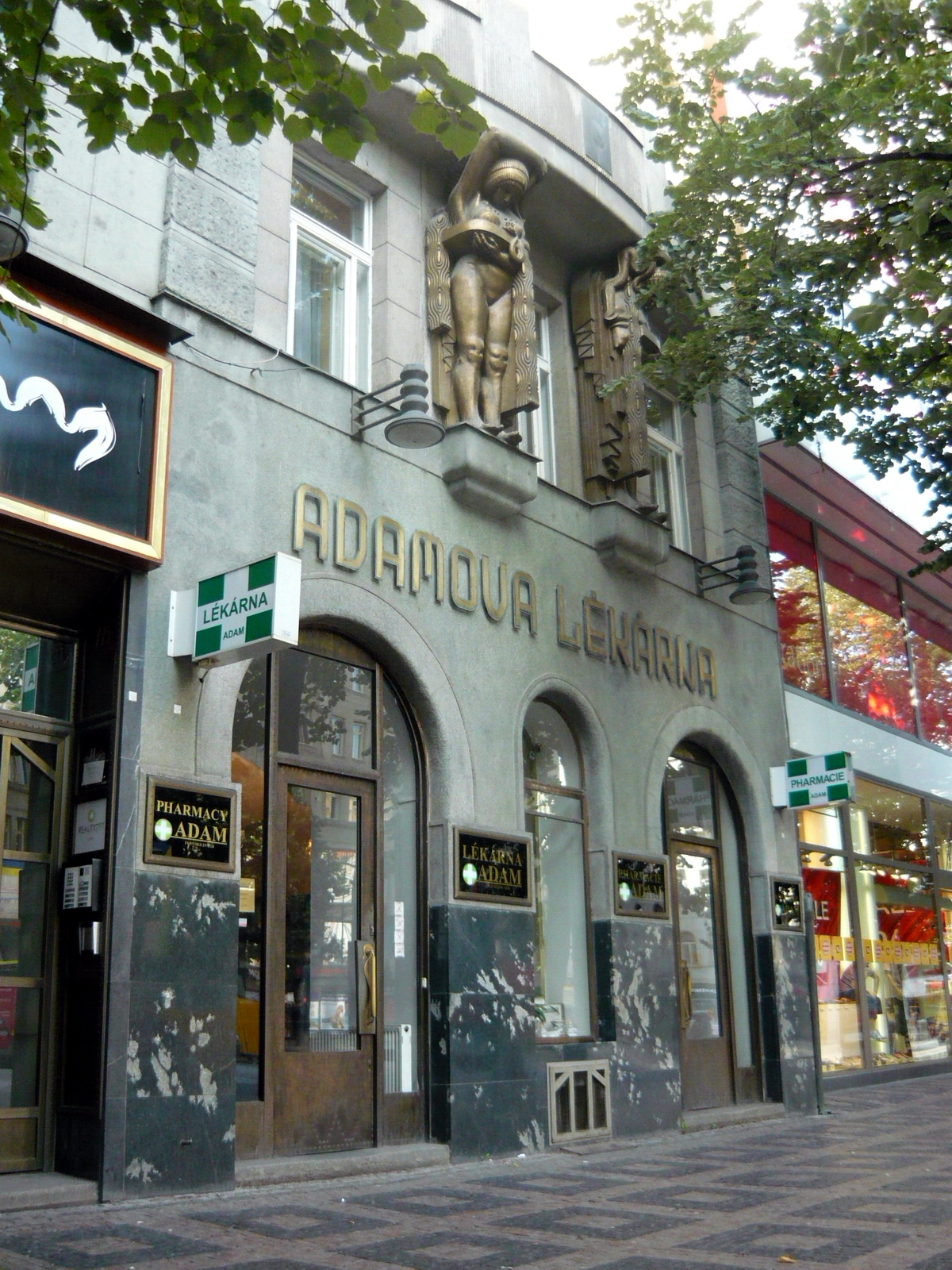
Аптека «Адам», буд. 8

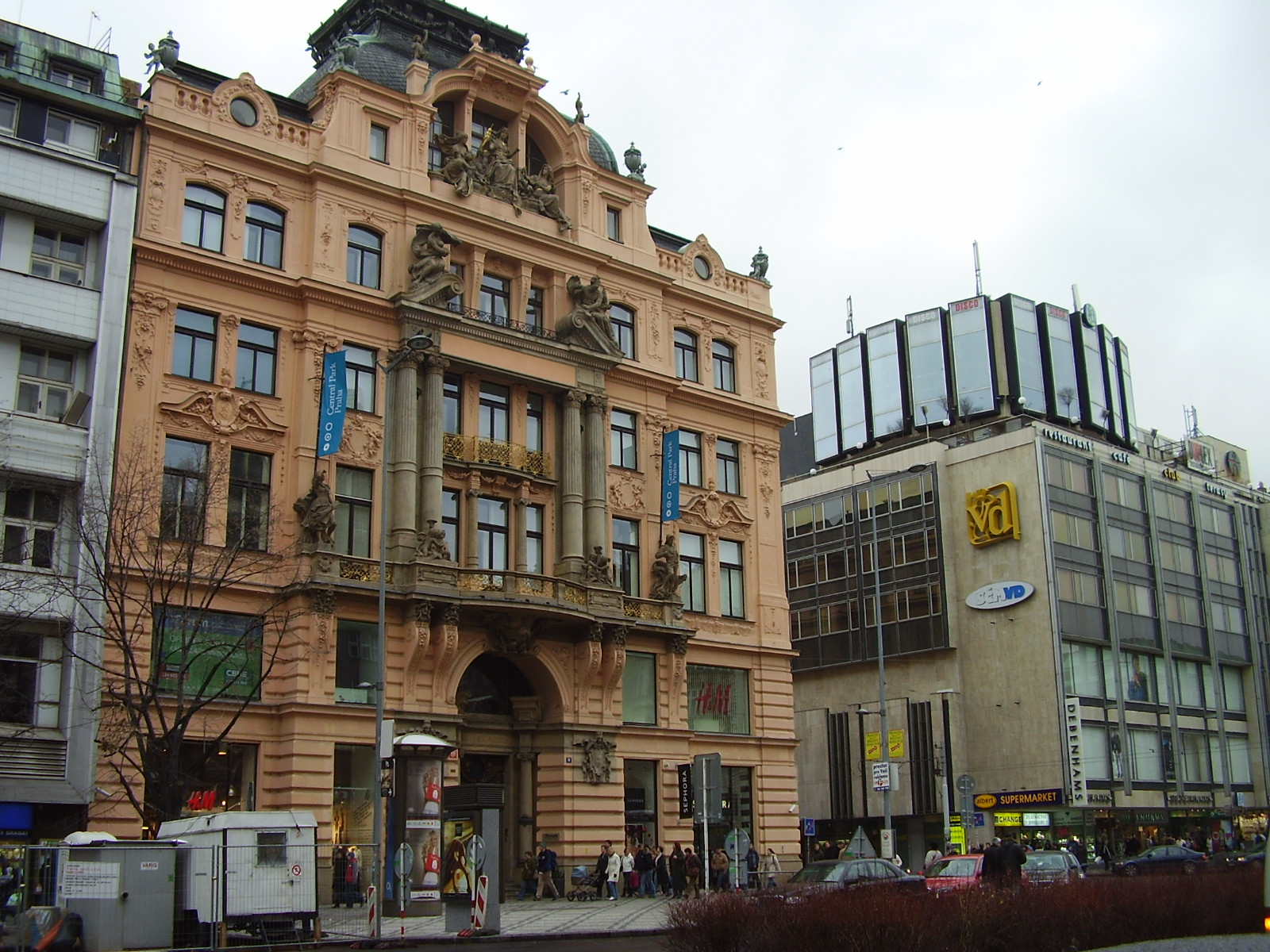
Контрасти майдану: палац «Assigurazioni Generali» поруч з універмагом «Дружба» (будинки 19-21)

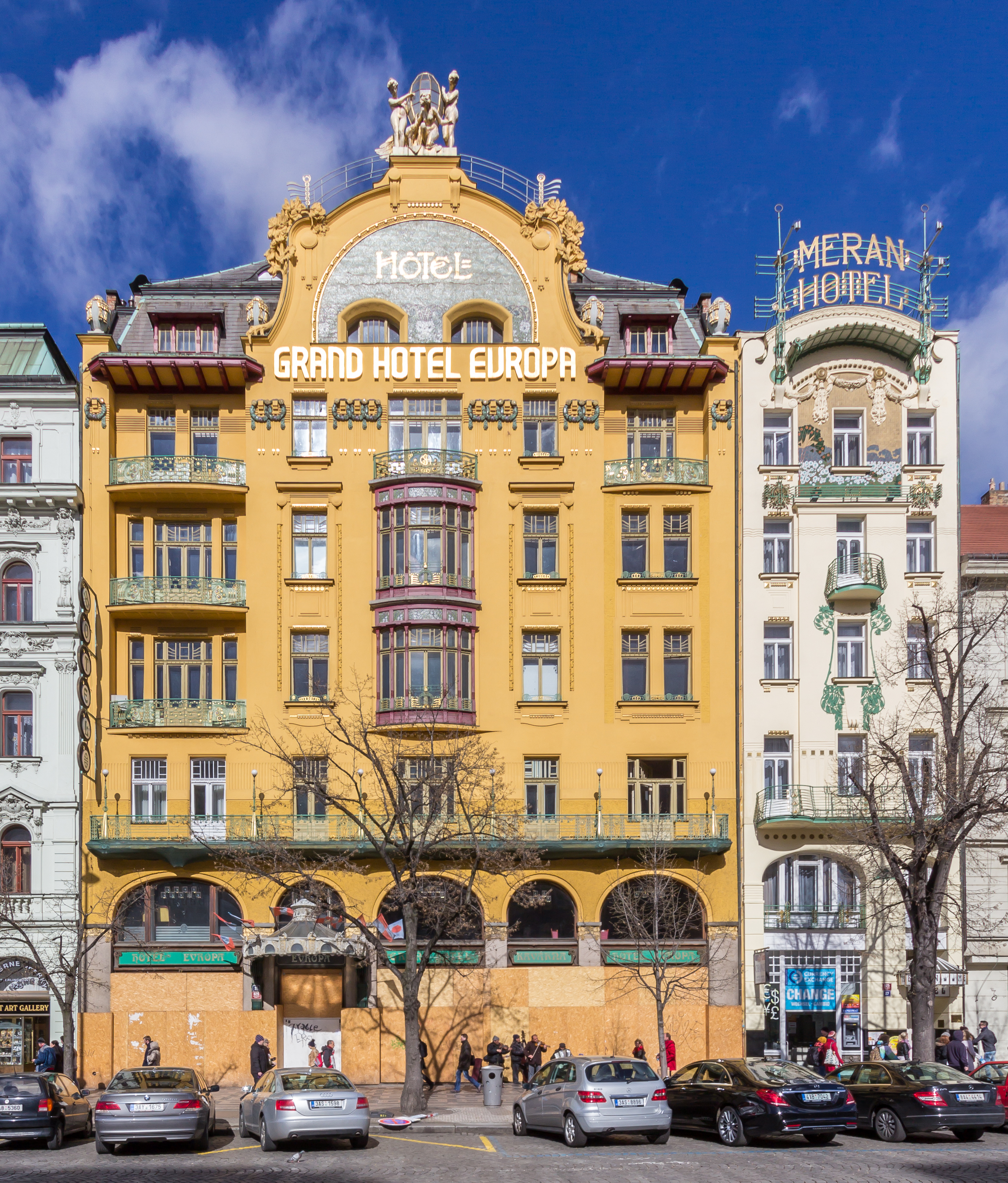
Готелі «Європа» та «Європа-Гарні» (Будинок «Меран»), буд. 25 і 27

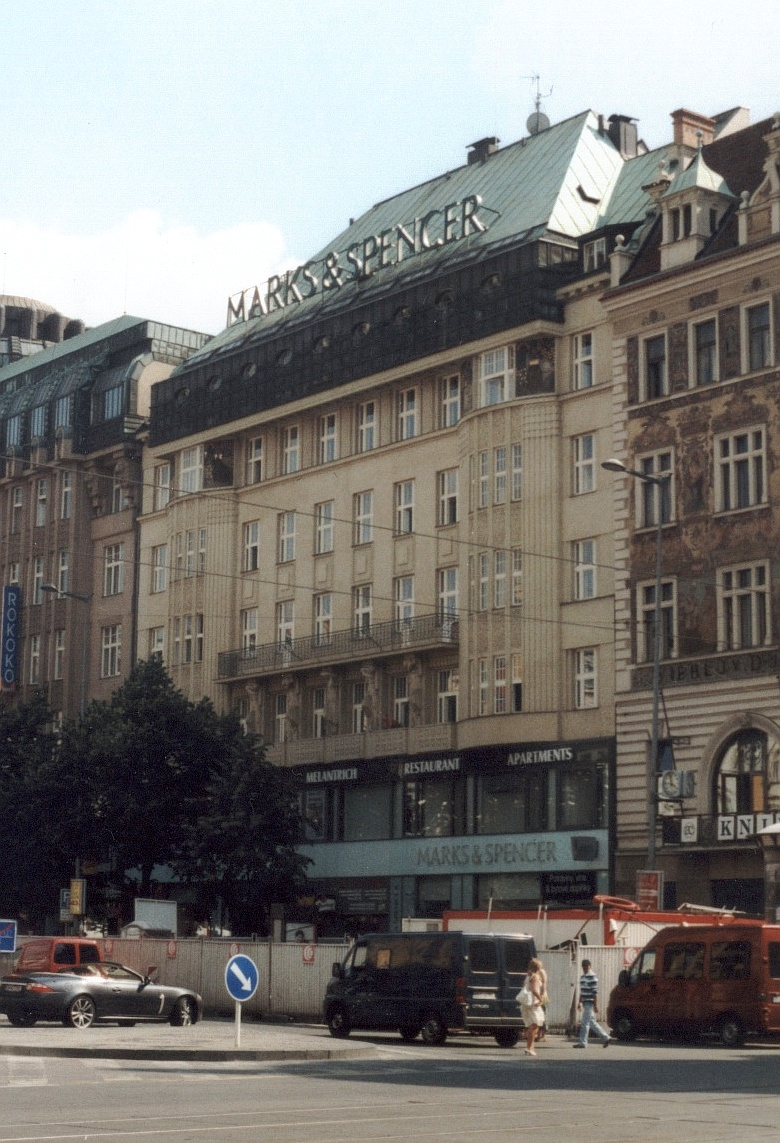
Видавництво «Мелантрих», буд. 36

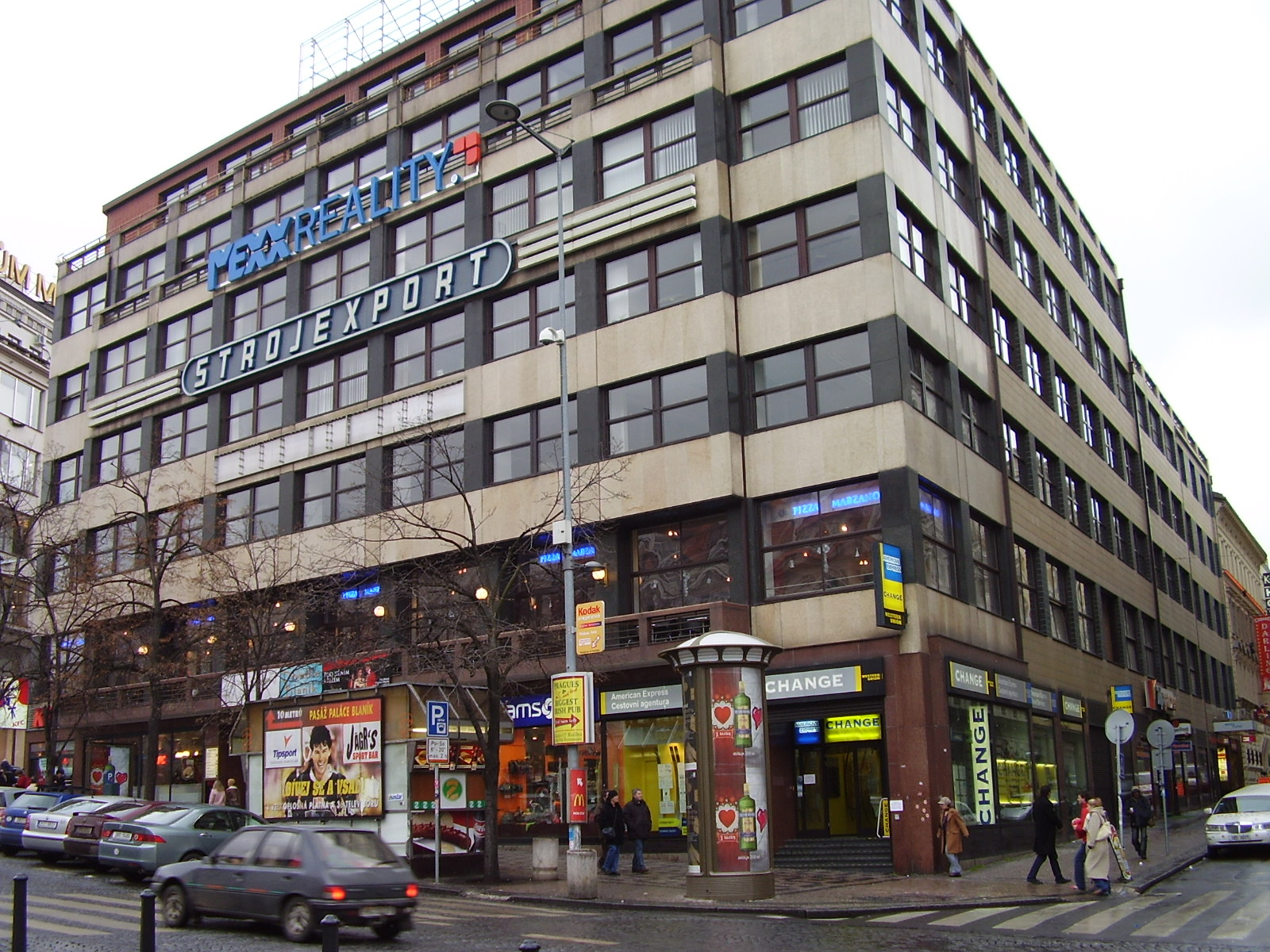
Палац «Фенікс», буд. 56

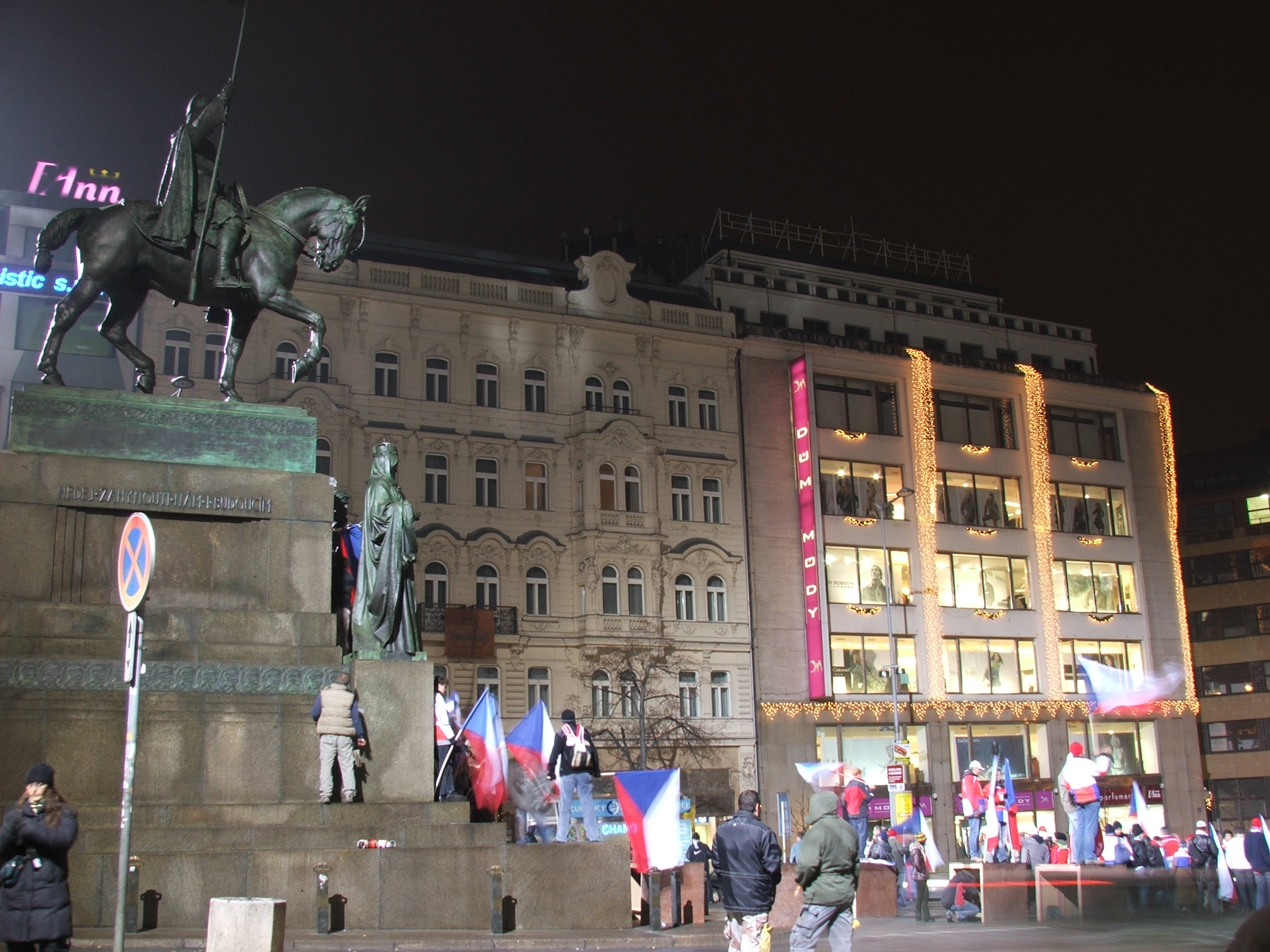
Будинок мод, буд. 58

Нумерація будинків на Вацлавській площі провадиться від Старого міста до Національногоу музею. Нумерація східного боку — непарні № 1—59, західного — відповідно, парні № 2—68. З-поміж відомих будівель майдану:
№ 1: Офісний і торговельний центр «Palác Koruna». Архітектори Антонін Пфайффер і Матей Блеха, скульптури на даху Войтеха Сухарди, 1912—14, модерн.
№ 2: Палац «Європа», будівництво якого завершено 2002 року, збудований у футуристичному дусі за взірцем робіт Міса ван дер Рое на місці будинку, зведеного 1973 року, і присвячений Євросоюзу. Архітектори Ріхард Долежал, Петро Малинський, Петер Буріан, Міхал Покорний, Мартин Котик.
№ 4: Будинок Ліндта (Lindtův dům) або палац «Астра» — ранній взірець конструктивізму, перша споруда в цьому стилі в місті; архітектор Людвік Кисела, 1927. Оздоблення будівлі — у стилі псевдорококо (Пауль Зюдов). Вхід на станцію метро «Мустек».
№ 5: Готель «Амбасадор», розрахований на пожильців-аристократів. Архітектори: Ріхард Кленка та Франтишек Вейр, 1912. Індивідуальний проєкт з орієнтальними елементами (спершу кабаре «Альгамбра» та кінотеатр «Пасаж»).
№ 6: Взуттєвий магазин «Батя», 1929, належить до «золотої доби» фірми — процвітання одного з найбільших магнатів Першої республіки Томаша Баті. Архітектор — Людвік Кисела, найважливіша пам'ятка празького функціоналізму, в свій час найсучасніший торговельний центр у Європі. За цим же проєктом зведено головну контору фірми Батя в Злині.
№ 7: Готель «Злата Гуса». Архітектори — Матей Блеха та Еміл Кралічек, 1911—13, модерн (празька сецесія).
 № 8: Аптека «Адам». Архітектори — Матей Блеха та Еміл Кралічек, 1911—13; поєднання модерну та кубізму, а також збережені елементи початкової будівлі. Аптека працює безперервно вже декілька сотень років.
№ 11: Колишній універмаг «Дарекс». Під час реконструкції в 1994—96 років здійснювались археологічні розкопки, й було виявлено фундамент будинку, де на межі XVI та XVII ст. ст. жив Матвій Бурбоній, придворний лікар імператорів Рудольфа II та Матвія Габсбургів. За комуністичного режиму тут функціонував розподільник для номенклатури за спецчеками. Після реконструкції від необарокової будівлі 1893 року зберігся лише фасад, а зрештою це сучасна 9-типоверхівка авторства архітектора Петера Півека, розрахована на розміщення офісів та апартаментів класу «люкс», з 3 підземними поверхами і 62 паркувальними місцями. У підземному приміщенні також діє невеликий музей археологічних знахідок. Внутрішній атріум — з двома панорамними ліфтами.
№ 12: Будинок Петерки. Архітектор — Ян Котера (1899). Одна з найвідоміших будівель празького модерну. Фронтон — у стилі ар-нуво, оздоблення — рослинний орнамент Йозефа Пекарки та скульптури Станіслава Сухарди.
№ 16: Колишній готель «Дружба». Архітектор Ян Єролим, 1926—27.
№ 17: Палац «Прага». Архітектор Рудольф Стоцкар, 1926—29, конструктивізм, засклений фасад. Нині кінотеатр «Прага», офіси низки фірм.
№ 19: Палац страхового товариства «Assigurazioni Generali». Архітектори — Бедржих Оман та Освальд Поливка, 1895, необароко, зведено на місці ренесансного будинку XVII століття. Прикрашений скульптурами Станіслава Сухарди, Антоніна Прохазки та інших. У цьому страховому товаристві починав працювати Франц Кафка. Протягом багатьох років у палаці містилось Управління зі стандартизації та вимірам та Польський інформаційний і культурний центр. Нині тут працює банк «ІПБ».
№ 21: Універмаг «Дружба» — пам'ятка доби «нормализації». Архітектори — Мілан Вашек, Властибор Климеш і Вратислав Ружичка. Так званий «інтернаціоналістський стиль», 1971—75, характерна восьмикутна башта.
№ 22: Готель «Юліш». Архітектор Павло Янак, 1922—25, пізній кубізм; 1932, функціоналізм. У фасаді використано скло та сталь; пасаж злучає будинок із францисканськими садами.
№ 25: Готель «Європа» в стилі модерн. Архітектор — Алоїс Дріак, скульптор Ладислав Шалоун, 1905. Мав репутацію буржуазного, а згодом (1920-ті) богемного.
№ 26: Готель «Адрія», найстаріша будівля площі, раніше знана як Будинок «У синього чобота». Збудований на місці двох готичних будинків міщан (підвали збереглися). У 1784—89 роках будинок реконструйований архітектором Йозефом Зікою (класицизм), а 1911-го — Матеєм Блехою, що додав необарокові мансардові дахи. Тут містився театр, де грав актор і режисер Еміль Артур Лонген. Винний погріб оформлений під античний Аїд.
№ 27: Готель «Меран» (у теперішній час «Європа-Гарні», єдиний ансамбль з «Європою»). Архітектори — Алоїс Дріак та Бендржих Бендельмайєр, 1903—06.
№ 28: Палац «Альфа», 1926—28, конструктивізм. Повз пасаж прохід у невеликий сад францисканців.
№ 32: Колишній Чеський банк. Архітектори — Йозеф Сакарж і Освальд Поливка, 1914—16, неокласицизм. До цього на його місці розташовувався ренесансний будинок «У Льготку». Реконструкцію здійснено 1947 року, облаштовано кінотеатр.
№ 34: Будинок Вігла. Архітектор — Антонін Вігл, 1896, неоготика, художнє оформлення фасаду — М. Алеш.
№ 36: Будівля видавництва «Мелантрих». Архітектор Бедржих Бендельмайєр, пізній модерн, 1911—12, фасад прикрашений зображеннями авторства Вратислава Майєра. На балконі будинку в листопаді 1989 року у розпал Оксамитової революції разом з'явилися Олександр Дубчек та Вацлав Гавел. Видавництво, що проіснувало понад століття й було свого часу одним з найбільших у країні, збанкрутувало й змушено було зачинитись у 1999 році. Зараз у будівлі розташований розкішний готель, що зберіг історичну назву будинку — «Мелантрих».

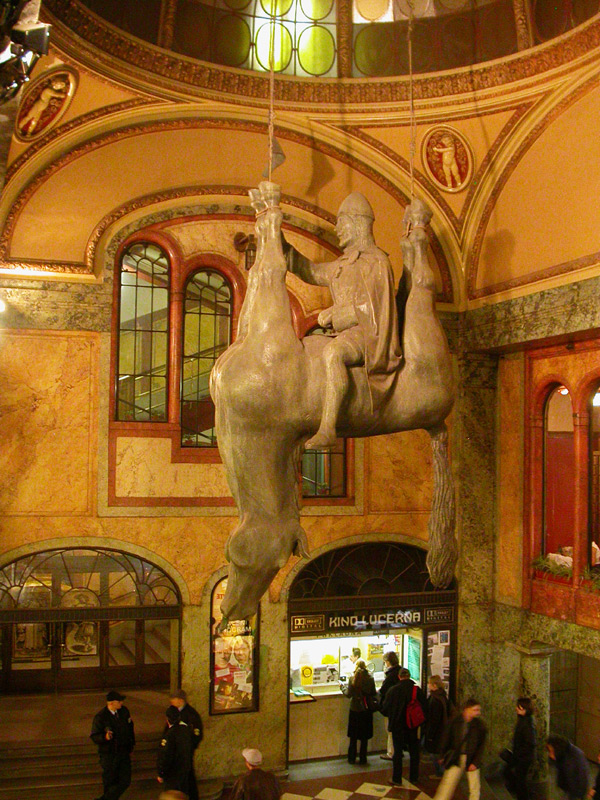
Пародія на пам'ятник св. Вацлаву у Палаці «Люцерна»

№ 38: Палац «Люцерна». Збудований у 1912—16 роках Вацлавом Гавелом, дідом Вацлава Гавела як кабаре, модернізований у 1969—70 роках. Це легендарна будівля нічного танцювального клубу, причому деякий час Вацлав Гавел сам володів контрольним пакетом цього закладу. Будинок відомий і тим, що са́ме в «Люцерні» відбулися перші збори чехословацьких комуністів після зільнення Праги. Нині це великий кіноконцертний зал і заразом торговельна галерея. Комплекс займає 21 тисячу м², у ньому містяться численні ресторани, театр «Рококо», а вже в підземній частині — кіноконцертний зал «Зірка». 2000 року в приміщення «Люцерни» помістили пародію на пам'ятник Святого Вацлава роботи Мисльбека (автор Давид Черни), що являє собою коня догори ногами з фігурою Вацлава, що сидить на нижній частині конячого тулуба.
№ 40: Земельний банк («Льодовий палац»), є частиною комплексу «Люцерна». Архітектор — Матей Блеха, 1913—17, пізній модерн з елементами кубізму, характерна вежа.
№ 41: Палац «Летка» (колишній «Авіон»). Архітектор Богумир Козак, 1926, конструктивізм. Зараз — книгарня «Луксор» (за назвою торгових пасажів, що містились у будинку раніше).
№ 42: Інвестиційний банк. Архітектор Франтишек Ройт, 1920—31. Збудований на місці пивоваренного заводу «У Примасу».
№ 43: Кінотеатр «Ялта» (колишній «Аполлон»), театр Їржі Гроссмана. Інженер Богуслав Бечкай, 1928.
№ 45: Готель «Ялта», розрахований на сто номерів, є ресторан з терасою. Архітектор Антонін Тенцер, 1955—58, соціалістичн «неокласицизм», на місці будівлі, зруйнованої 1945 року. За соціалізму — номенклатурний готель, у номерах якого здійснювалась «прослушка» МВС ЧССР.
№ 47: Будинок 1880 року, перебудований у 1921 році.
№ 49: Посольство Польщі в Республіці Чехія.
№ 52: житловий будинок «На Косику». Архітектор Йозеф Шульце, 1880, неоренесанс.
№ 55: один з найстаріших будинків площі (1839); перебудований у 1896-му, оформлення фасаду — 1924.
№ 56: Палац «Фенікс» — торговельний центр і кінотеатр «Бланик». Архітектор Бедржих Ерман, 1928/1930, конструктивізм. Інтер'єри торгового центру прикрашені мозаїками.
№ 58: Будинок мод. Архітектор Йозеф Груби, 1954—56, соціалістичний «неокласицизм», зведений на місці будівлі, зруйнованої в 1945 році. Алегорія «Текстильна промисловість» роботи скульптора Бартуньки.
№ 59: колишній Будинок продовольства. Архітектори — Максиміліан Ґронвальдт і Їржі Хватлина, 1954, соціалістичний «неокласицизм», зведений на місці будинку, зруйнованого в 1945 році. У теперішній час філія універмагу «Білий лебідь». Від 1990-х років у будівлі відкрито прямий вхід на станцію метро «Музеум».
№ 68: Національний музей — його центральний корпус, найбільший і найстаріший державний музей Праги; велике цінне зібрання матеріалів з історії та культури країни. Споруда зведена в 1885—90 роки замість Кінської брами за проєктом Й. Шульца (див. вище).

## Транспорт

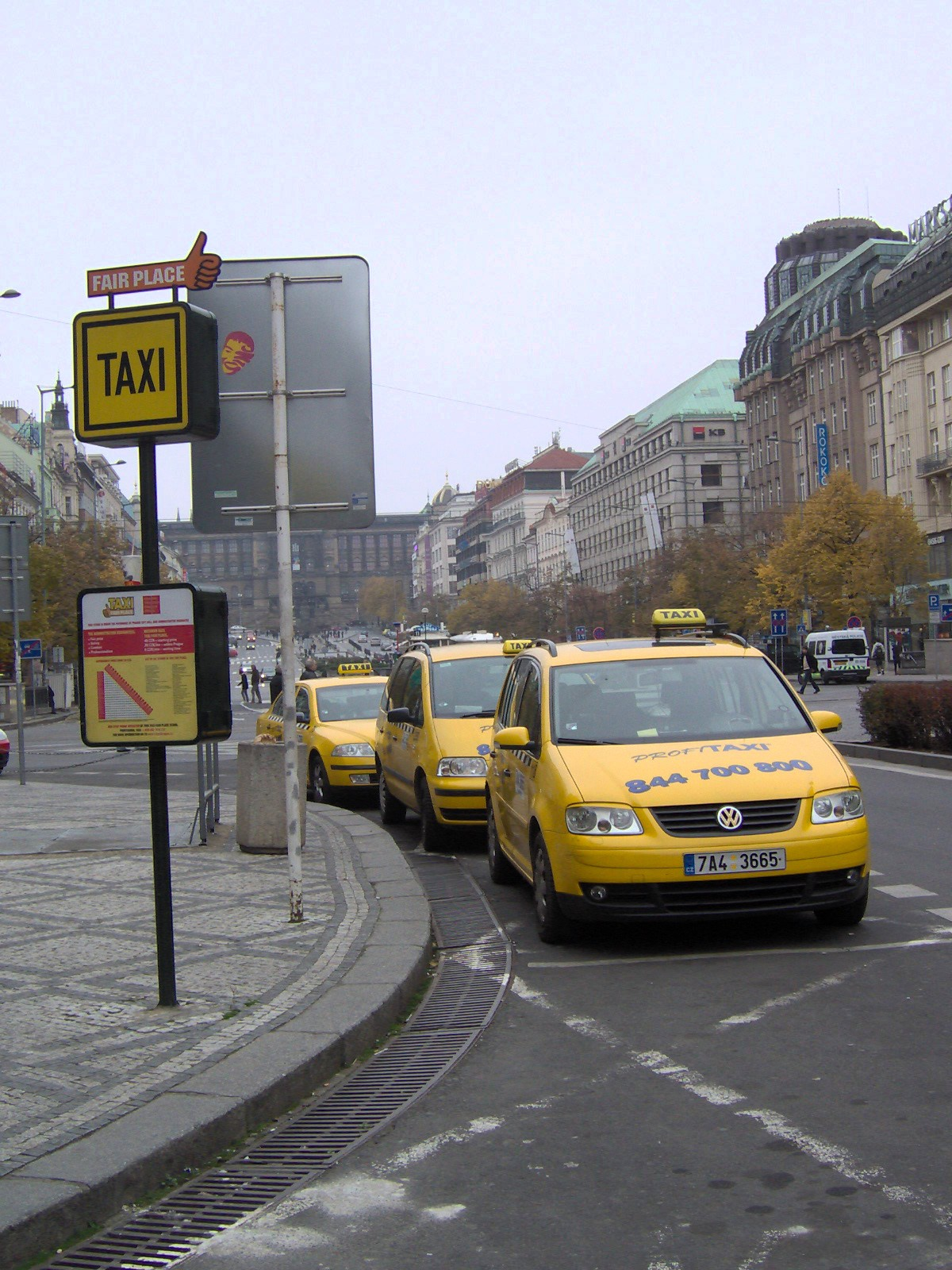
Таксівки на Вацлавській площі

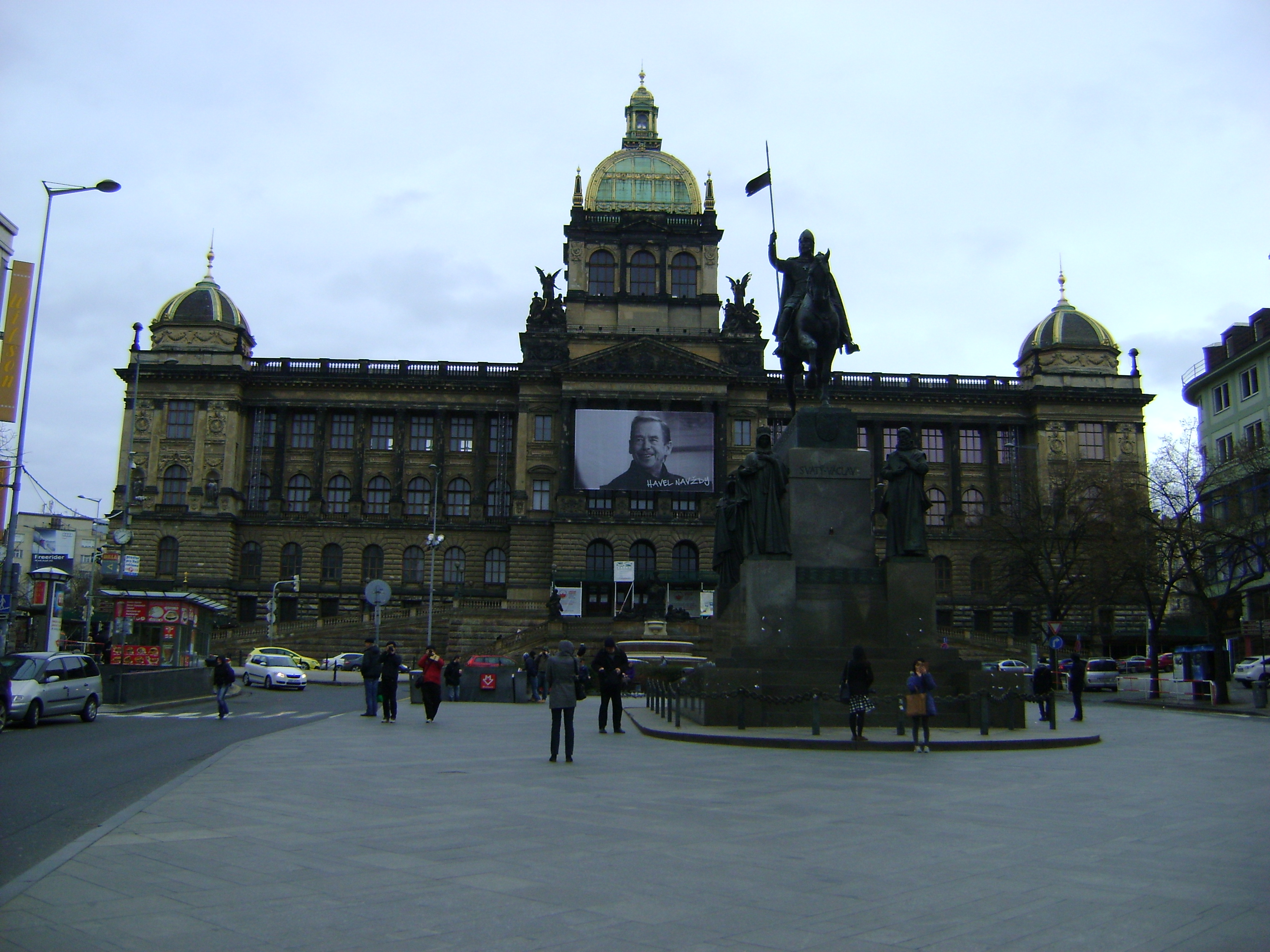
Вацлавська площа. 2015-й рік.

Під Вацлавською площею проходить Лінія А Празького метрополітену (ділянку було відкрито 12 серпня 1978 року). Зокрема, на майдані (у різних його кінцях) розташовані виходи двох найжвавіших і найзавантаженіших станцій празького метра — «Музеум» (Muzeum, пересадка на лінію C) та «Мустек» (Můstek, пересадка на лінію B); це один з найкоротших перегонів у метро.
У 1960-х роках майданом рухались тролейбуси, проте тролейбусна мережа в Празі проіснувала не довго. А на Вацлавській площі якраз розташовувалась кінцева зупинка празьких тролейбусів.
13 грудня 1980 року був закритий рух трамваю вздовж площі — на місці колишніх колій розбили клумби з шестикутними бетонними квітниками. Вже у наш час (2000-ні) періодично зринають пропозиції про повернення на площу трамваю, що пройшов би за так званим «виокремленим» маршрутом. Зараз трамвайні колії лише перетинають майдан.
Як і в центрі будь-якого міста, на Вацлавській площі є спеціальні місця для посадки у машини міського таксі, що має традиційне жовте забарвлення.
Північно-західний кінець майдану — пішохідна зона, решта ж ділянок відкриті для транспортного руху. Від 2010 року з автомобілістів за в'їзд на площу заплановано стягувати плату.